# Гурручага, Микель
Микель Гурручага Барруэтабенья (исп. Mikel Gurrutxaga Barruetabeña; 22 августа 1996, Эльгойбар, Гипускоа, Страна Басков) — испанский футболист, центральный защитник.

## Биография
Начинал заниматься футболом в родном городе, позже перешёл в академию клуба «Эйбар». С 2015 года играл на взрослом уровне в низших лигах Испании за фарм-клуб «Эйбара» — «Виторию», а также за «Эльгойбар» и «Амуррио». В 2018 году выступал в третьем дивизионе Финляндии за «Херкулес» под руководством испанского тренера Исмаэля Диаса Галана.
В 2019 году перешёл в клуб чемпионата Эстонии «Пайде ЛМ». Дебютный матч в высшем дивизионе сыграл 8 марта 2019 года против «Нымме Калью». Первые голы забил 17 августа 2019 года, сделав дубль в ворота «Левадии» (2:3). Всего за два сезона сыграл 45 матчей и забил 5 голов в чемпионате страны, а также 4 матча и 2 гола в Кубке Эстонии. Вице-чемпион Эстонии 2020 года.
В первой половине 2021 года выступал в чемпионате Литвы за «Судуву», но только два раза вышел на поле. Вернувшись на родину, играл в четвёртом дивизионе за «Сеуту» и в пятом — за «Португалете».

## Достижения
- Серебряный призёр чемпионата Эстонии: 2020